# Harrison (Nebraska)
Harrison é uma vila localizada no estado americano de Nebraska, no Condado de Sioux.

## Demografia
Segundo o censo americano de 2000, a sua população era de 279 habitantes.
Em 2006, foi estimada uma população de 264, um decréscimo de 15 (-5.4%).

## Geografia
De acordo com o United States Census Bureau, a localidade tem uma área de 0,8 km², sem área coberta por água.

## Localidades na vizinhança
O diagrama seguinte representa as localidades num raio de 68 km ao redor de Harrison.